# Wincentowo (powiat wyszkowski)
Wincentowo – wieś w Polsce położona w województwie mazowieckim, w powiecie wyszkowskim, w gminie Rząśnik. Ma status sołectwa.

## Historia

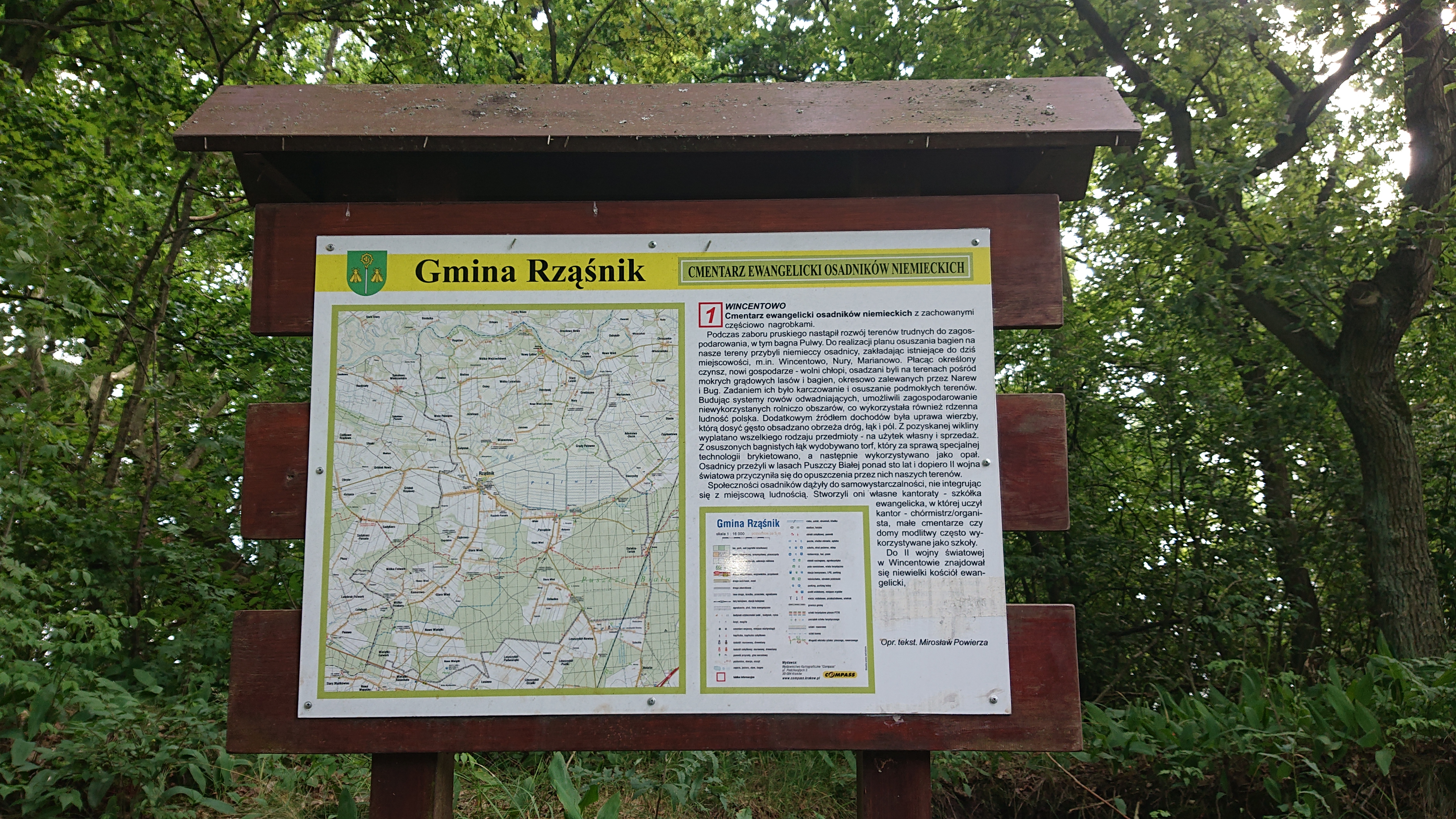
Tablica informacyjna przy cmentarzu osadników niemieckich

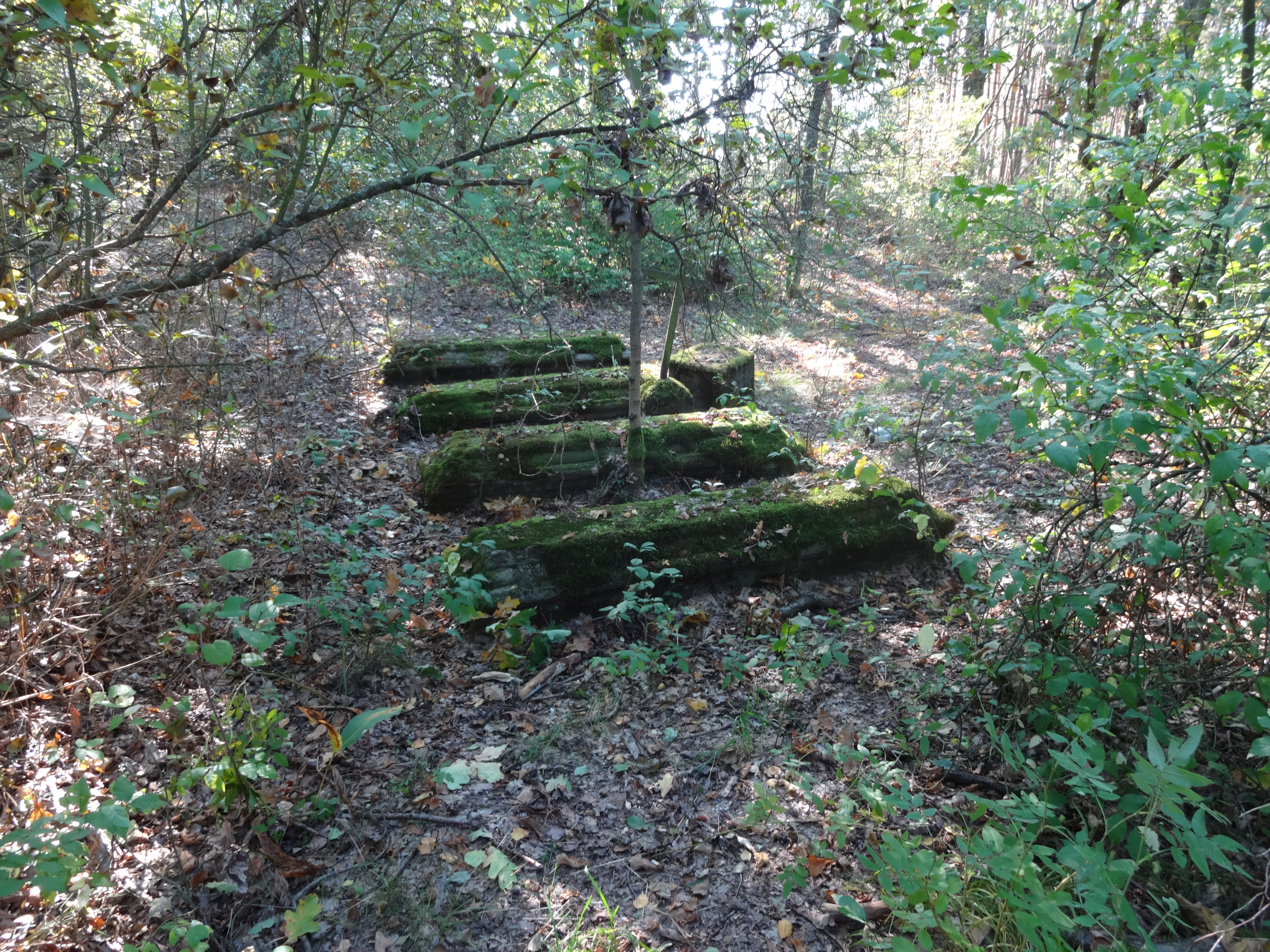
Cmentarz osadników niemieckich

Na początku XIX wieku, po III rozbiorze, władze pruskie sprowadziły do wsi, w celu osuszania i oczyszczania bagna Pulwy, osadników niemieckich. Osiedlili się w Wincentowie, Zygmuntowie, Nurach i Marianowie. Nie asymilowali się z miejscową polską ludnością. Podczas powstania styczniowego, I oraz II wojny światowej wykazywali antypolską postawę.
W 1827 wieś należała do gminy Obryte i parafii Lubiel. Istniało tu 20 domostw, w których mieszkało 145 osób.
W okresie międzywojennym wieś leżała w województwie warszawskim, w powiecie pułtuskim, w gminie Obryte. Według Powszechnego Spisu Ludności z 1921 roku wieś zamieszkiwały 189 osób, w tym 131 wyznania ewangelickiego i 31 mojżeszowego. Wszyscy podali polską narodowość. Było tu 25 budynków mieszkalnych i 14 o innym przeznaczeniu. Miejscowość podlegała pod sąd grodzki w Pułtusku i okręgowy w Warszawie, najbliższy urząd pocztowy mieścił się w Obrytem.
W latach 1975–1998 miejscowość należała administracyjnie do województwa ostrołęckiego.

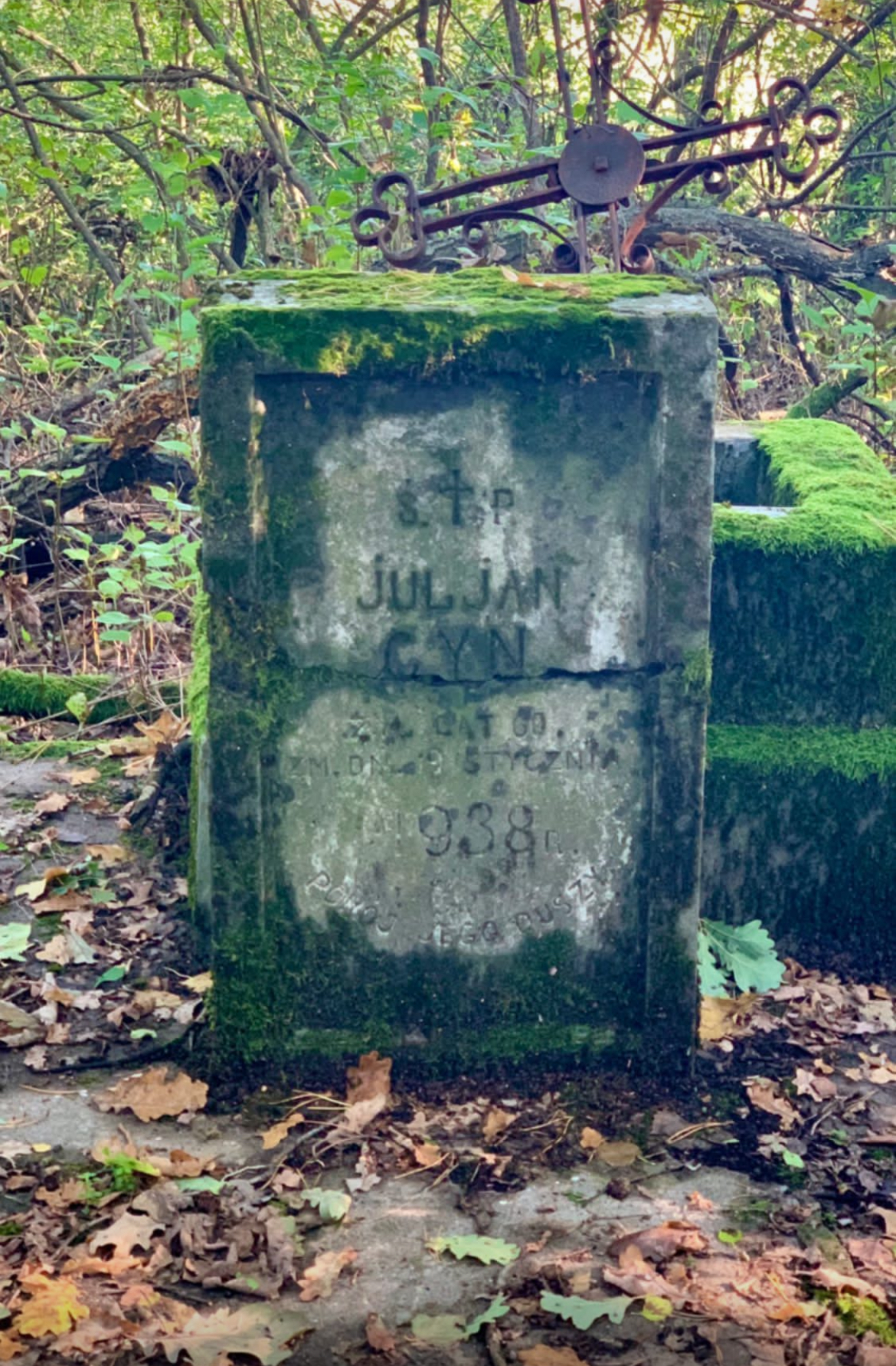
Jeden z zachowanych nagrobków

Wierni kościoła rzymskokatolickiego należą do parafii św. Stanisława Biskupa i Męczennika w Lubielu lub do parafii Najświętszej Maryi Panny Matki Kościoła w Rząśniku.
Wieś się wyludnia. W 1998 i 2002 mieszkało tu 97 osób, w 2009 – 91 osób, zaś według spisu powszechnego z 2011 – 84 osoby. Z kolei według spisu powszechnego z 2021 żyło tu 81 osób.
We wsi znajduje się cmentarz ewangelicki.
Sołtyską jest Barbara Smułkowska.